# Amir Weintraub
Amir Weintraub, hebrejsky אמיר ויינטרוב‎ (* 16. září 1986 Rechovot) je izraelský profesionální tenista. Ve své dosavadní kariéře nevyhrál na okruhu ATP World Tour žádný turnaj. Na challengerech ATP a okruhu ITF získal do roku 2013 devět titulů ve dvouhře a třináct ve čtyřhře.
Na žebříčku ATP byl ve dvouhře nejvýše klasifikován v květnu 2012 na 161. místě a ve čtyřhře pak v listopadu 2008 na 264. místě. Trénuje ho Šlomo Zoreff.

## Tenisová kariéra
V roce 2009 se probojoval do finále mistrovství Izraele, v němž nestačil na Dudiho Selu ve třech sadách. V prosinci 2010 Selovi finálovou porážku oplatil poměrem 7–6, 3–6, 7–6 a získal titul izraelského mistra.
Do první kvalifikace dvouhry Grand Slamu nastoupil na lednovém Australian Open 2011 v Melbourne Parku, kde vypadl v úvodním kole.
Na nejvyšší grandslamové úrovni se ve dvouhře nejdále probojoval do druhého kola Australian Open 2013. Jako kvalifikant nejdříve zdolal Argentince Guida Pellu. Ve druhé fázi jej vyřadil sedmnáctý nasazený Němec Philipp Kohlschreiber ve třech sadách.

### Davisův pohár
V izraelském daviscupovém týmu debutoval v roce 2011 utkáním základního bloku 1. skupiny zóny Evropy a Afriky proti Polsku, v němž jako dvojka vyhrál nad Jerzym Janowiczem. Do roku 2013 v soutěži nastoupil ke čtyřem mezistátním utkáním s bilancí 5–2 ve dvouhře a 0–0 ve čtyřhře.
Dne 16. září 2011 zdolal v daviscupové baráži o Světovou skupinu proti Kanadě Milose Raonice po čtyřsetovém průběhu, ale o dva dny později podlehl v rozhodujícím utkání Vaskovi Pospisilovi, čímž Izrael po prohře 2:3 na zápasy nepostoupil do elitní skupiny.
V zářijové daviscupové baráži roku 2012 o Světovou skupinu vyhrál obě dvouhry nad japonskými hráči Tacumou Item i Go Soedou a přispěl k výhře 3:2 nad Japonskem, která znamenala návrat Izraele do Světové skupiny pro rok 2013.

## Tituly na challengerech ATP a okruhu Futures
| Legenda             |
| ------------------- |
| Challengery (1 Č)   |
| Futures (9 D; 12 Č) |

### Dvouhra: 9
| Č. | Datum              | Turnaj         | Povrch | Soupeř ve finále | Výsledek      |
| -- | ------------------ | -------------- | ------ | ---------------- | ------------- |
| 1. | 12. srpna 2006     | Senegal        | tvrdý  | Valentin Sanon   | 4–6, 6–4, 6–4 |
| 2. | 23. října 2010     | Lagos          | tvrdý  | Karan Rastogi    | 2–6, 6–4, 7–5 |
| 3. | 27. listopadu 2010 | Traralgon      | tvrdý  | Samuel Groth     | 6–2, 6–4      |
| 4. | 21. května 2011    | Ramat ha-Šaron | tvrdý  | David Rice       | 6–3, 6–2      |
| 5. | 28. května 2011    | Ramat ha-Šaron | tvrdý  | David Rice       | 6–1, 6–1      |
| 6. | 4. června 2011     | Ramat ha-Šaron | tvrdý  | Federico Gaio    | 6–4, 6–2      |
| 7. | 30. ledna 2012     | Ejlat          | tvrdý  | Claudio Grassi   | 6–1, 6–1      |
| 8. | 1. dubna 2012      | Herzlija       | tvrdý  | Axel Michon      | 7–5, 6–0      |
| 9. | 5. května 2012     | Aškelon        | tvrdý  | Jü Čchang        | 6–3, 6–2      |

### Čtyřhra: 13
| Č.  | Datum            | Turnaj         | Povrch | Spoluhráč          | Soupeři ve finále                     | Výsledek                    |
| --- | ---------------- | -------------- | ------ | ------------------ | ------------------------------------- | --------------------------- |
| 1.  | 11. května 2006  | Izrael         | tvrdý  | Dekel Valtzer      | Alexei Milner Sergej Kroťjuk          | 6–1, 6–4                    |
| 2.  | 8. července 2006 | Turecko        | tvrdý  | Dekel Valtzer      | Matthew Ebden Aidan Fitzgerald        | 6–2, 7–5                    |
| 3.  | 5. srpna 2006    | Senegal        | tvrdý  | Amit Inbar         | Komlavi Loglo Valentin Sanon          | 6–3, 6–4                    |
| 4.  | 12. srpna 2006   | Senegal        | tvrdý  | Amit Inbar         | Amadeus Fulford-Jones BJ van Rensburg | bez boje                    |
| 5.  | 9. června 2007   | Turecko        | tvrdý  | Dekel Valtzer      | Alex Satschko Marc-Andre Stratling    | 2–6, 6–4, 7–5               |
| 6.  | 16. června 2007  | Turecko        | tvrdý  | Dekel Valtzer      | Rodrigo Grilli Marcio Torres          | 6–3, 7–6(7–4)               |
| 7.  | 23. června 2007  | Turecko        | tvrdý  | Dekel Valtzer      | Guy Kubi Alexei Milner                | 6–0, 6–1                    |
| 8.  | 19. června 2008  | Aptos          | tvrdý  | Noam Okun          | Todd Widom Michael Yani               | 6–2, 6–1                    |
| 9.  | 23. října 2010   | Lagos          | tvrdý  | Boy Westerhof      | Niels Desein Laurent Rochette         | bez boje                    |
| 10. | 30. října 2010   | Lagos          | tvrdý  | Boy Westerhof      | Raven Klaasen Ruan Roelofse           | 5–7, 6–4, [10–6]            |
| 11. | 29. ledna 2011   | Ejlat          | tvrdý  | Tal Eros           | Alon Faiman Tomer Hodorov             | 6–3, 6–1                    |
| 12. | 28. května 2011  | Ramat ha-Šaron | tvrdý  | John Paul Fruttero | David Rice Sean Thornley              | 6–7(4–7), 7–6(7–3), [13–11] |
| 1.  | 4. března 2012   | Singapur       | tvrdý  | Kamil Čapkovič     | Hsieh Cheng-peng Lee Hsin-han         | 6–4, 6–4                    |